# Henning Frederichs
Henning Frederichs (* 8. Mai 1936 in Königsberg; † 28. Dezember 2003 in Wuppertal) war ein deutscher Komponist, Kirchenmusiker, Dirigent und Musikpädagoge.

## Leben und Werk
Nach seinem Schulabschluss studierte er Musik und Theologie in Hamburg, Köln und Bochum. Nach Beendigung des Studiums im Jahre 1960 war er als Kantor, Organist und Pianist in Hamburg, Braunschweig und Köln tätig. Später wirkte er als Hochschullehrer in Bochum und Köln.
An der Ruhr-Universität Bochum erhielt er den Titel eines Universitätsmusikdirektors. Hier unterrichtete er in den Fächern Harmonielehre, Kontrapunkt und Komposition. Zuletzt war er als Lehrer an der Musikhochschule in Köln tätig, wo er Kirchenmusiker auf dem Gebiet der Chor- und Orchesterleitung ausbildete.
Sein kompositorisches Schaffen ist sehr umfangreich und vielfältig. Es umfasst Kammermusik, Orchestermusik, Bühnenwerke sowie Kompositionen für Orgel und Klavier. Darüber hinaus schuf er mehrere Auftragskompositionen. In seinen Kompositionen setzte sich Frederichs vorrangig mit geistlichen und liturgischen Themen auseinander. Die Aufführungen seiner Kompositionen sorgten für weltweite Bekanntheit.

## Schüler
- Gereon Krahforst
- Thomas Schmidt

## Werke (Auswahl)
- Thomas-Müntzer-Kantate für Sprecher, Chor und Orgel
- Oratorium „Passionserzählung der Maria Magdalena“
- „Missa in pacem“
- Motette „Gleichnis vom Sämann“
- „Ballade von Zweifel und Zuversicht“
- Drei Sätze für Violine und Violoncello
- „Sonata da chiesa“ für Gitarre und Orgel
- „Glossolalie“ Choralphantasie für Klarinette
- „Shir ha-shirim“ für Oboe und Orgel
- „Nachklänge“ für Orgel
- „Vater unser im Himmelreich“ für Orgel
- „Vier Tageszeiten“ für Klavier